# Jared Rushton
Jared Rushton est un acteur américain né le 3 mars 1974 à Provo, Utah (États-Unis).

## Biographie
Ayant commencé sa carrière en 1987 avec Un couple à la mer, il disparait des écrans au début des années 2000.

## Filmographie
- 1987 : Top Kids (TV)
- 1987 : Un couple à la mer (Overboard) : Charlie Proffitt
- 1988: Arabesque : saison 5 épisode 5.
- 1988 : Les Fantômes d'Halloween (Lady in White) de Frank LaLoggia : Donald
- 1988 : Big : Billy
- 1989 : Chérie, j'ai rétréci les gosses (Honey, I Shrunk the Kids) : Ronald 'Ron' Thompson
- 1990 : A Cry in the Wild : Brian Robeson
- 1990 : Where's Rodney? (TV) : Rodney Barnes
- 1992 : Simetierre 2 (Pet Sematary II) : Clyde Parker
- 1993 : Other Mothers (TV)
- 1993 : Docteur Quinn, femme médecin (saison 1, épisode 7) (feuilleton TV)
- 1994 : La Victoire d'une mère (The Yarn Princess) (TV) : Peter Thomas
- 1996 : Lonesome Dove : Les Jeunes Années (Dead Man's Walk) (feuilleton TV)